# Grenville Goodwin
Grenville W. "Gren" Goodwin (1898 – 27 août 1951) est un homme politique ottavien.

## Biographie
Grenville Goodwin est né à Prescott en 1898. Il passa une bonne partie de son enfance dans sa ville natale, pour partir à Ottawa en 1911 avec sa famille, pour étudier à la "Lisgar Collegiate Institute". Lors de la Première Guerre mondiale, il fut contraint de partir au front, pour ne revenir au Canada qu'à la fin de cette guerre. Il y rejoindra l'université de Toronto, avant de se rendre à Détroit pour étudier ce qui deviendra son métier, l'optométrie. Il fondera d'ailleurs sa société en 1926.
En janvier 1951, après plusieurs activités pour la collectivité, il battra d'approximativement 10 000 votes le maire E.A. Bourque, et devint ainsi le nouveau maire d'Ottawa. Mais, le 27 août de la même année, il mourut subitement à l'Hôpital d'Ottawa de deux attaques consécutives à quelques heures d'intervalle. Pour le remplacer durant le temps qu'il devait encore normalement passer en tant que maire, fut nommée maire par intérim la femme politique Charlotte Whitton.

## Fonctions
- Maire d'Ottawa (1951)
- Membre du comité de régie (1942-1946)
- Membre de la commission de police
- Président du comité de publicité du comité d'aménagement de la capitale nationale